# Wojny rosyjsko-czerkieskie
Wojny rosyjsko-czerkieskie – określenie wojen, trwających od około 1763 roku do 1864 roku, toczonych pomiędzy Imperium Rosyjskim a Czerkiesją, wspieraną przez Imperium osmańskie i Imamat Kaukaski. 
Konflikt rozpoczął się za panowania cara Piotra Wielkiego. Chciał on w pełni podporządkować sobie Czerkiesję. Choć zaczęła się wcześniej niż wojna rosyjsko-perska, czasami jest traktowana jak jej epizod. Po stronie cara walczyło 150 tys. do 200 tys. żołnierzy przeciwko kilkunastu tysiącom przeciwników. Dla walczących początkiem końca okazało się schwytanie Imama Szamila w 1859 roku. Po tym Rosjanie zaczęli odnosić zwycięstwa i w 1864 roku podbili Czerkiesję. Nieznana jest liczba ofiar wśród Czerkiesów, może być to kilkaset tysięcy osób, a mniej więcej pół miliona osób zostało zmuszonych do przesiedlenia się w inne rejony.